# Rikky von Opel
Rikky von Opel (n. 14 octombrie 1947, New York City, New York, SUA) este un fost pilot de Formula 1 din Liechtenstein care a evoluat în Campionatul Mondial între anii 1973 și 1974.